# Голубев, Архип Тихонович
Голубев Архип Тихонович (19 ноября 1910 г., с. Розалиевка, Васильковский уезд, Киевская губерния – 22 октября 1987 г., Москва) – советский военачальник, генерал-полковник (1966). Участник Великой Отечественной войны.

## Молодые годы
Украинец. Работал механиком в зерносовхозе.
В Красную Армию был призван в ноябре 1932 года Морозовским районным военкоматом Ростовской области.

## Великая Отечественная война
Участник Великой Отечественной войны с июня 1941 года. С июня 1941 по август 1942 воевал на Южном фронте, военный комиссар 168-го артиллерийского полка. В 1942 году был в звании батальонного комиссара. С февраля по август 1942 года — в штабе 56-й армии Южного фронта. С августа 1942 по январь 1943 года воевал на Закавказском фронте, находясь на штабных должностях в штабах 18-й и 56-й армий. Участник битвы за Кавказ.
С июля 1943 года – командир 207-го стрелкового полка 76-й стрелковой дивизии в 21-й и в 47-й армиях Западного фронта. Был ранен 31 августа 1943 года. В ходе Смоленской наступательной операции 30 августа 1943 года его полк первым ворвался в город Ельня, нанёс врагу большой урон и захватил 80 пленных, а всего в этой операции с 28 августа по 2 сентября полк с боями прошёл свыше 50 километров и освободил 18 населённых пунктов. За эту операцию награждён орденом Красного Знамени. За отличные действия полка в тяжелой Полесской операции, когда в марте 1944 года его воины отразили несколько попыток немцев прорваться к окруженной в Ковеле группировке, был награждён орденом Отечественной войны. Во главе того же успешно действовал в Белорусской наступательной операции, в период 18-25 июля 1944 года с ходу форсировал реку Западный Буг, овладел городом Влодава, уездным центром Ломазы и тремя крупными населенными пунктами. В бою только за один из них – Дубово, его полк отрезал и полностью истребил немецкий батальон, захватив при этом 91 пленного (в том числе и командира батальона). Награждён орденом Суворова 3-й степени.
В конце 1944 года стал заместителем командира 76-й стрелковой дивизии по строевой части. В начале Висло-Одерской операции отличился при прорыве долговременной немецкой обороны, грамотно организовав бой на порученном ему участке (за эту операцию награждён орденом Кутузова).

## Послевоенная служба
С июня 1946 года – командир 49-й пулемётно-артиллерийской дивизии Дальневосточного военного округа, с июня 1950 по январь 1954 года – командир 116-й стрелковой дивизии.
В 1954 году окончил Высшие академические курсы при Высшей военной академии имени К. Е. Ворошилова. После учебы вновь много лет служил в войсках Дальневосточного военного округа: с октября 1954 года — начальник отдела боевой подготовки штаба 15-й армии Дальневосточного военного округа, с мая 1956 года – командир 43-го стрелкового корпуса (в мае 1957 года был переформирован в 43-й армейский корпус), с октября 1958 года — заместитель командующего войсками округа по тылу. С ноября 1962 года служил начальником тыла — заместителем главнокомандующего войсками Группы советских войск в Германии по тылу. С января 1968 по июль 1975 года служил начальником тыла Московского военного округа. В октябре 1975 года уволен в отставку.
Жил в Москве. Похоронен на Кунцевском кладбище.
Являлся членом ВКП(б)/КПСС с 1932 года.

## Награды
- Два ордена Ленина (23.02.1942, 30.12.1956)
- Четыре орден Красного Знамени (11.9.1943, 10.03.1945, 1954, 1967)
- Орден Суворова III степени (25.08.1944)
- Орден Кутузова II степени (6.04.1945)
- Два ордена Отечественной войны I степени (13.04.1944, 11.03.1985)
- Орден Красной Звезды (1947)
- Медаль «За боевые заслуги» (3.11.1944)
- Медаль «За оборону Кавказа» (1944)
- Медаль «За взятие Берлина» (1945)
- Медаль «За освобождение Варшавы» (1945)
- Медаль «За отвагу на пожаре» (1972)
- Ряд других медалей СССР
- Кавалерский (рыцарский) крест ордена Возрождения Польши (Польша, 6.10.1973)
- Крест Храбрых (Польша, 24.04.1946)
- Медаль «30 лет Болгарской народной армии» (Болгария, 14.09.1974)

## Воинские звания
- батальонный комиссар (в 1941),
- подполковник (1942),
- полковник (18.08.1944),
- генерал-майор (3.08.1953),
- генерал-лейтенант (7.05.1960),
- генерал-полковник (7.05.1966).